# Sulfallat
Sulfallat ist eine chemische Verbindung aus der Gruppe der Dithiocarbamate.

## Eigenschaften
Sulfallat ist eine schwer entzündbare, gelbliche Flüssigkeit, die schwer löslich in Wasser ist. Beim Erhitzen bis zur Zersetzung (ab 150 °C) entstehen giftige Dämpfe aus Salzsäure und anderen chlorierten Verbindungen sowie Stickstoff- und Schwefeloxide. Sulfallat ist brennbar (Flammpunkt 93,3 °C) und hydrolisiert bei Kontakt mit starken Oxidationsmitteln und alkalischen Chemikalien.

## Verwendung
Sulfallat wird als Herbizid verwendet und erstmals 1954 auf den Markt gebracht und ab 1955 großtechnisch produziert. In den USA wurde Sulfallat vor allem als selektives Herbizid zur Bekämpfung bestimmter einjähriger Gräser und breitblättriger Unkräuter in Gemüse- und Obstkulturen eingesetzt. Daneben diente es zur Unkrautbekämpfung bei Sträuchern und Zierpflanzen. Die Produktion wurde Anfang der 1990er Jahre in den USA eingestellt.

## Sicherheitshinweise
Die orale Verabreichung von Sulfallat führte bei zwei Nagetierarten und an verschiedenen Gewebestellen zu Tumoren. So wurden bei weiblichen Ratten und Mäusen Krebs der Brustdrüse (Adenokarzinom), bei männlichen Ratten Krebs des Vormagens (Plattenepithelkarzinom) und bei männlichen Mäusen gutartige Lungentumore (alveoläres/bronchioläres Adenom) festgestellt.

## Regulierung
Über den Safe Drinking Water and Toxic Enforcement Act of 1986 besteht in Kalifornien seit dem 1. Januar 1988 eine Kennzeichnungspflicht für Produkte, die Sulfallat enthalten.